# Линия Ханой-Донгданг
Железная дорога Ханой — Донгданг (вьет. Đường sắt Hà Nội–Đồng Đăng) — железнодорожная линия, обслуживающая север Вьетнама. Это трёхниточная линия совмещенной колеи (одна стандартной шириной колеи и одна метровой ширины). Стандартная колея доходит только до станции Зялам в уезде Зялам. Соединяет с Донгдангом на китайско-вьетнамской границе в провинции Лaнгшон, общей протяженностью 162 км (101 миль).
На границе железная дорога Ханой—Донгданг соединяется с китайской железной дорогой Хунань—Гуанси. Станция на китайской стороне перехода Дружбы — Пинсян.
Наряду с железной дорогой Север-Юг железнодорожная линия Ханой—Донгданг является частью транс-евразийской системы железных дорог .